# Meganephria extensa
Meganephria extensa är en fjärilsart som beskrevs av Butler 1879. Meganephria extensa ingår i släktet Meganephria och familjen nattflyn. Inga underarter finns listade i Catalogue of Life.